# فرشته مقرب (فیلم ۱۹۶۹)
فرشتهٔ مقرب (ایتالیایی: L'arcangelo) یک فیلم کمدی ایتالیایی است که در سال ۱۹۶۹ منتشر شد.

## گزیدهٔ بازیگران
- ویتوریو گاسمن
- پاملا تیفین
- ایرینا دمیک
- آدولفو چلی
- لائورا آنتونلی
- کارلو دله پیانه
- توم فلگی
- آنتونیو گوئیدی
- کورادو اولمی
- کارلو پیساکانه
- پیپو استارناتسا